# Xã Liberty, Quận Beadle, Nam Dakota
Xã Liberty (tiếng Anh: Liberty Township) là một xã thuộc quận Beadle, tiểu bang Nam Dakota, Hoa Kỳ. Năm 2010, dân số của xã này là 79 người.